# Learjet 24
Learjet 24 – amerykański, dwusilnikowy samolot biznesowy. Produkowany przez wytwórnię Learjet, jest następcą samolotu Learjet 23.

## Historia
Learjet 24 został opracowany na bazie swojego poprzednika o Learjet 23. Konstruktorzy zaprojektowali model 24 tak, by był zdolny wzbić się w powietrze przy ciężarze 6100 kilogramów (o 400 kg więcej niż model 23), maksymalnym dozwolonym przez Federal Aviation Administration.
Pozostałe ulepszenia modelu 24 obejmują:
- zwiększone ciśnienie w kabinie, co pozwala na loty na większych wysokościach
- dodanie po jednym oknie po obu stronach kabiny pasażerskiej
- mocniejsze silniki
- nowe przednie okno
- dodatkowe zbiorniki paliwa w skrzydłach
- system gaśniczy w silnikach

Pierwszy lot Learjet 24 odbył się 24 stycznia 1966 roku. Od 23 do 26 maja 1966 Learjet 24 okrążył ziemię celem prezentacji swoich możliwości. Trasę o długości 37 000 kilometrów pokonał w 50 godzin i 20 minut.

## Warianty
- Learjet 24A
- Learjet 24B
- Learjet 24C
- Learjet 24D
- Learjet 24D/A
- Learjet 24E
- Learjet 24F

## Użytkownicy
- NASA
- Pacific Southwest Airlines